# Adam Brown (Schauspieler)

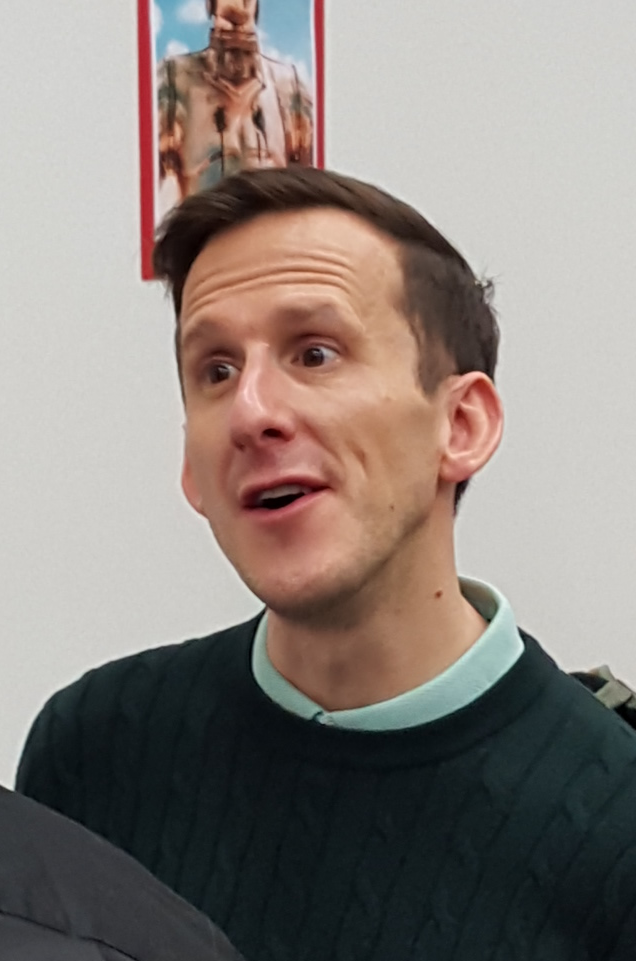
Adam Brown (2015)

Adam Brown (* 29. Mai 1980 im Berkshire, England) ist ein britischer Schauspieler und Comedian.

## Karriere
Brown studierte am John O’Gaunt Community Technology College in Hungerford. Danach ging er nach London und absolvierte eine Ausbildung zum Schauspieler an der Middlesex University. Dort lernte er seinen Kollegen Clare Plested kennen, mit dem zusammen er die Theatergruppe Plested and Brown gründete. Mit der Gruppe inszenierte Brown eine Reihe von Bühnenstücken, für die er sowohl die Scripts verfasste als auch als Schauspieler selbst darin auftrat. Neben Tourneen durch das Vereinigte Königreich, war die Gruppe auch schon in anderen Ländern wie Armenien, Neuseeland und Südkorea aktiv.
Neben seiner Tätigkeit auf der Bühne war Brown im Fernsehen in der Kinderserie ChuckleVersion in der Rolle des Oswald Potter zu sehen. Weitere Bühnenauftritte hatte er in Die Schöne und das Biest (2007), als „Kevin das Genie“ in Aladdin (2008) und als „Harvey Nicks“ in Der gestiefelte Kater. Dazu hatte er auch Auftritte in mehreren Werbespots. Starregisseur Peter Jackson engagierte Brown zudem für die Rolle des Zwerges Ori in seinem Projekt Der Hobbit. Der Dreiteiler war Browns erste Arbeit fürs Kino. Außerdem übernahm er in Pirates of the Caribbean: Salazars Rache, dem fünften Teil der Pirates-of-the-Caribbean-Reihe, der im Mai 2017 erschien, die Rolle des Cremble.
In dem im September 2016 von Splendy Games veröffentlichten videobasierten Computerspiel The Bunker besetzte Brown die Rolle des John, der nach einem Atomschlag in einem Bunker in England aufwächst und nach dem Tod seiner Mutter für die Routine in der Sicherheitseinrichtung sorgen soll.
Auf Deutsch wird er bislang von Nic Romm synchronisiert.

## Filmografie
- 2009: ChuckleVersion (Fernsehserie)
- 2012: Der Hobbit: Eine unerwartete Reise (The Hobbit: An Unexpected Journey)
- 2013: Der Hobbit: Smaugs Einöde (The Hobbit: The Desolation of Smaug)
- 2014: Der Hobbit: Die Schlacht der Fünf Heere (The Hobbit: The Battle of the Five Armies)
- 2016: The Bunker (Videospiel)
- 2016: The Limehouse Golem
- 2017: Pirates of the Caribbean: Salazars Rache (Pirates of the Caribbean: Dead Men Tell No Tales)
- 2017: The End of the F***ing World (Fernsehserie, Episode 1x02)